# Mohammed al-Ajami
Mohammed al-Ajami (Arabisch: محمد بن الذيب العجمي) is een Qatarese dichter die gearresteerd werd in 2011 op beschuldiging van belediging van emir Hamad bin Khalifa al-Thani en "het aanzetten tot het omverwerpen van het heersende systeem". Volgens de Qatarese wet kan het eerste met een gevangenisstraf van vijf jaar, en het laatste met de dood worden bestraft.
De exacte basis voor de beschuldigingen werd niet publiekelijk bekendgemaakt. Amnesty International meldde in oktober 2012 dat de beschuldigingen zouden samenhangen met een gedicht uit 2010 waarin al-Ajami kritiek op de emir uitte. Andere activisten geloofden dat de beschuldigingen voortkwamen uit zijn gedicht "Tunesische Jasmijn", waarin stond: "we zijn allen Tunesië in het aangezicht van het repressieve", verwijzend naar de Tunesische Jasmijnrevolutie waarmee de regio-brede Arabische Lente begon. BBC News meldde dat al-Ajami in besloten kring in zijn huis een gedicht had voorgelezen waarin hij kritiek op Arabische leiders had geuit, wat een van de aanwezigen vervolgens online geplaatst had.
Voorafgaand aan zijn arrestatie was hij een literatuurstudent aan de Universiteit van Caïro.
Op 29 november 2012 werd hij veroordeeld tot levenslange gevangenisstraf. Hij bracht ook vijf maanden in eenzame opsluiting door.
Amnesty International heeft Qatar opgeroepen om al-Ajami vrij te laten. Human Rights Watch zei dat er geen bewijs is dat hij buiten de grenzen van zijn recht op vrije meningsuiting is gegaan, en noemde het proces een voorbeeld van de dubbele standaard van Qatar op het gebied van de vrijheid van meningsuiting.